# الحمضي

تعديل مصدري - تعديل

الحمضي هي إحدى حارات حي المشنة بمدينة إب اليمنية، بلغ تعداد سكانها 287 نسمة حسب تعداد اليمن لعام 2004.